# Морщинистый скосарь
Морщинистый скосарь (лат. Otiorhynchus rugosus) — жук из семейства Долгоносики. Реликт раннечетвертичной лесной фауны европейской части России и на юге Центральной Сибири. Эндемик России.

## Описание
Длина тела 8—11 мм. Найдены только самки этого вида. Жук чёрного цвета, у вершин надкрылий есть маленькие пятнышки из нескольких овальных белых чешуек.
Переднеспинка слабо поперечная, покрыта уплощенными гладкими зернышками. Промежутки надкрылий покрыты глубокими поперечными складками, наружные промежутки несут редкие маленькие круглые зернышки. Бороздки надкрылий неглубокие, точки в них разделены крупными уплощенными зернышками.
Усики и ноги длинные и тонкие, бёдра с хорошо заметным острым зубцом, передние голени на вершине едва расширены. Коготки свободные

## Ареал
Эндемик России. Ленинградская область — главным образом Ижорское плато, и Красноярский край — с. Мотыгино в устье Ангары.

## Местообитания
Встречается в лесах. Большая часть находок приходится на конец мая — начало июня. В конце мая серия жуков на Дудергофской возвышенности собрана на листьях рябины. Образ жизни не изучен.

## Численность
В конце XIX — начале XX вв. был нередок в Санкт-Петербургской губернии особенно на Дудергофских высотах. После 1931 года сборы из Ленинградской области отсутствуют; в Красноярском крае (с. Мотыгино) известна только одна находка жука в июне 1964 года.

## Замечания по охране
Занесён в Красную Книгу России (1 категория — находящийся под угрозой исчезновения вид).

## Подвиды

### Otiorhynchus rugosus krattereriBoheman, 1843
Жук длиной 9—11 мм. Тело довольно блестящее, на боках и в задней воловине надкрылий с хорошо заметными пятнышками из зеленоватых чешуек. Второй сегмент жгутика усиков у самок в 1,7—1,8 раза длиннее первого; у самцов — в 1,5—1,6 раза.

### Otiorhynchus rugosus rugosusHummel, 1827
Жук длиной 7,5—10,5 мм. Окраска тела чёрная, матовый. На надкрыльях сверху и по бокам иногда не бывает пятен из чешуек, самое большое имеется отдельные чешуйки в задней трети боковых сторон, но всегда есть по одному маленькому пятнышку на месте соединения пятого и седьмого промежутка надкрылий. Партеногенетическая форма. Второй сегмент жгутика усиков в 2,2—2,5 раза длиннее первого.